# Aletinus constrictus
Aletinus constrictus là một loài bọ cánh cứng trong họ Rhynchitidae. Loài này được Reitter miêu tả khoa học năm 1891.